# Saint-Étienne-de-Montluc

Localització de Saint-Étienne-de-Montluc

Saint-Étienne-de-Montluc (en bretó Sant-Stefan-Brengoloù, en gal·ló Saint-Étienne-de-Montluc) és un municipi francès, situat a la regió de país del Loira, al departament de Loira Atlàntic, que històricament ha format part de la Bretanya. L'any 2006 tenia 6.587 habitants. Limita amb els municipis de Vigneux-de-Bretagne, Couëron, Le Pellerin i Cordemais.

## Demografia
| Evolució de la població Ehess i INSEE |       |       |       |       |      |       |       |       |
| 1793                                  | 1800  | 1806  | 1821  | 1831  | 1836 | 1841  | 1846  | 1851  |
| 4 293                                 | 4 118 | 4 354 | 4 388 | 4 348 | -    | 4 540 | 4 714 | 4 778 |

| 1856  | 1861  | 1866  | 1872  | 1876  | 1881  | 1886  | 1891  | 1896  |
| ----- | ----- | ----- | ----- | ----- | ----- | ----- | ----- | ----- |
| 4 723 | 4 783 | 4 874 | 4 760 | 4 739 | 4 516 | 4 417 | 4 322 | 4 314 |

| 1901  | 1906  | 1911  | 1921  | 1926  | 1931  | 1936  | 1946  | 1954  |
| ----- | ----- | ----- | ----- | ----- | ----- | ----- | ----- | ----- |
| 4 174 | 4 170 | 4 218 | 3 756 | 3 748 | 3 658 | 3 629 | 3 852 | 3 712 |

| 1962  | 1968  | 1975  | 1982  | 1990  | 1999  | 2006 | 2011 | 2016 |
| ----- | ----- | ----- | ----- | ----- | ----- | ---- | ---- | ---- |
| 3 520 | 3 595 | 3 900 | 5 018 | 5 759 | 6 231 | -    | -    | -    |

| 2019 | - | - | - | - | - | - | - | - |
| ---- | - | - | - | - | - | - | - | - |
| -    | - | - | - | - | - | - | - | - |

## Administració
| Període | Identitat   | Partit        |
| ------- | ----------- | ------------- |
| -1995   | Jean Redor  | Divers droite |
| 1995-   | Marcel Huou | Divers droite |

## Galeria d'imatges

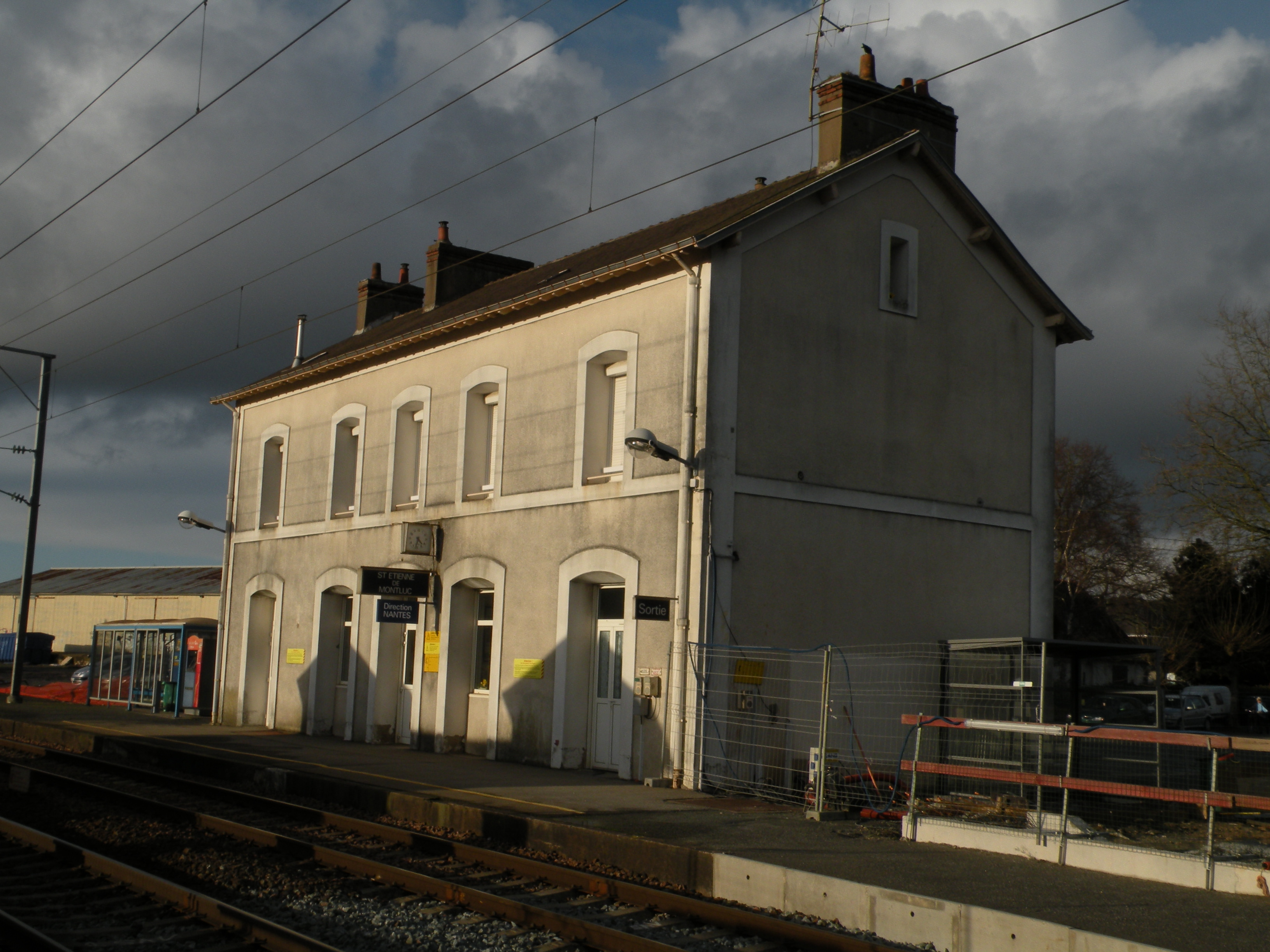
L'estació
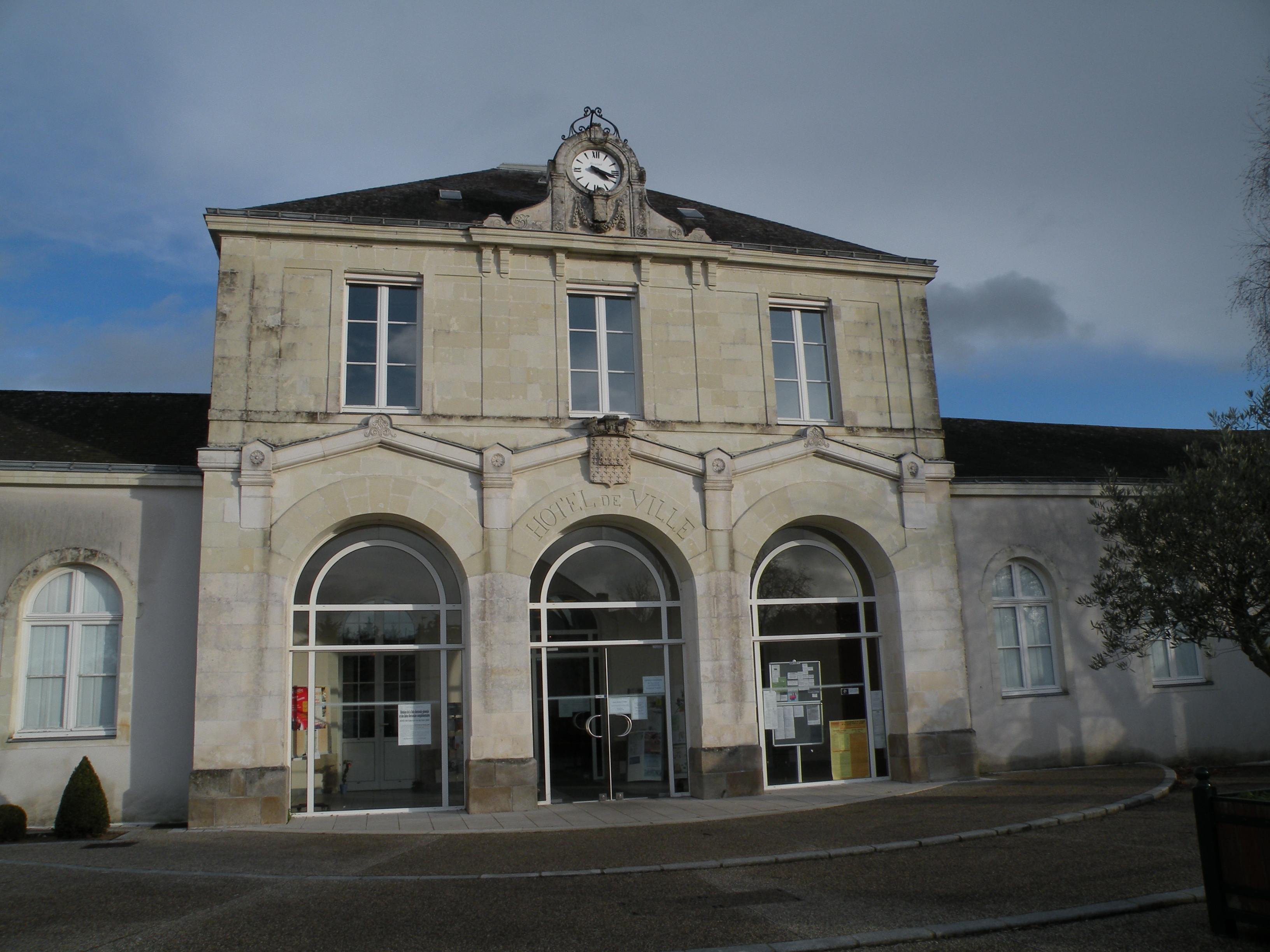
L'ajuntament
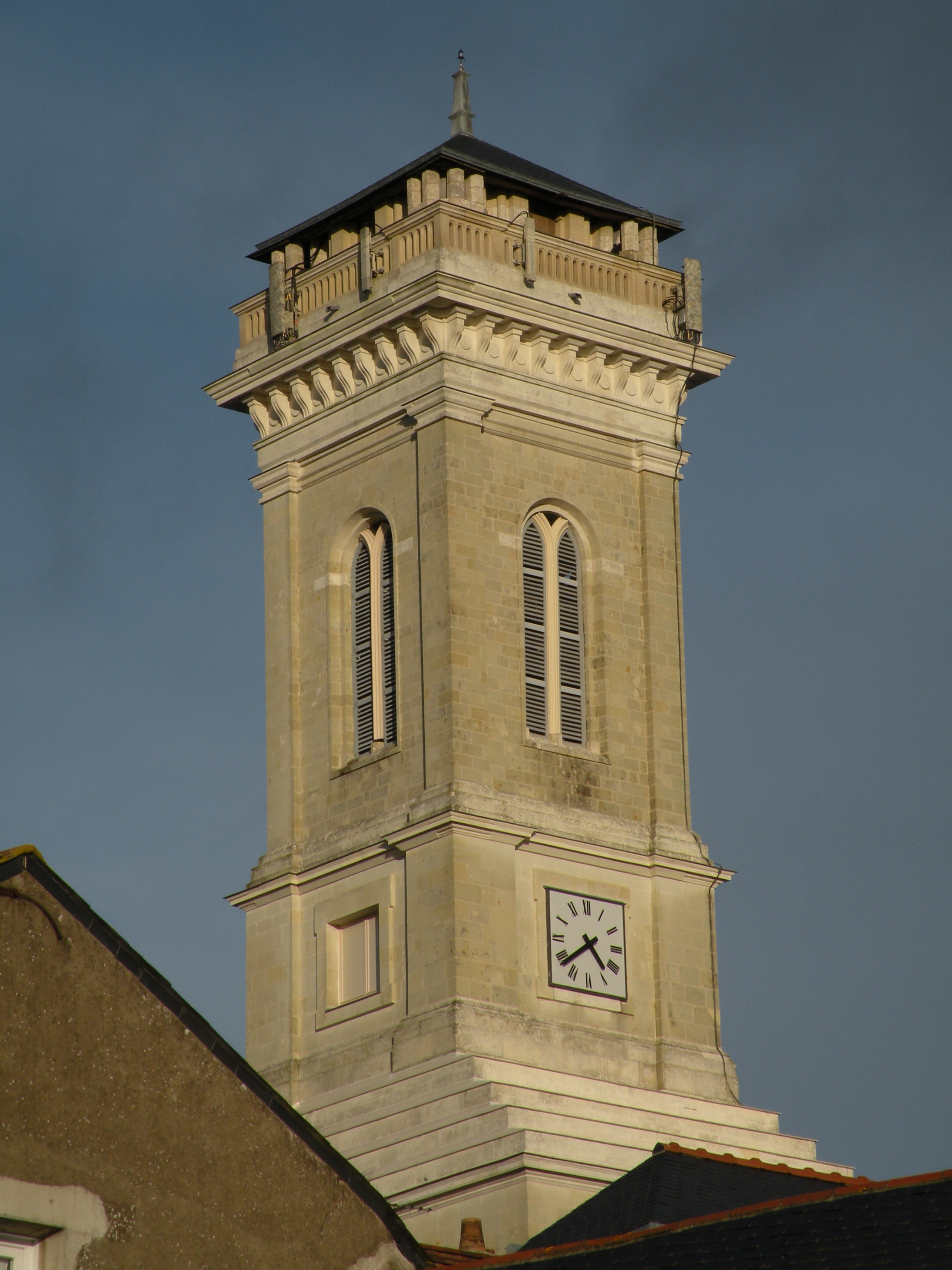
Campanar de l'església Saint-Étienne